# Yael van der Wouden
Yael van der Wouden (geboren 1987 in Tel Aviv) ist eine niederländische Schriftstellerin.

## Leben
Yael van der Wouden ist Tochter einer Israeli und eines Niederländers. Sie wuchs in den Niederlanden auf. Sie studierte Komparatistik an der Universität Utrecht und an der Binghamton University, SUNY. Van der Wouden gab Kurse für Kreatives Schreiben und Komparatistik an der Universität Utrecht und der Universität Maastricht. Sie schreibt Kurzgeschichten und Essays. Ihr in englischer Sprache verfasster Roman The Safekeep stand 2024 auf der Shortlist des Booker Prize und 2025 auf der Longlist des Aspen Words Literary Prize.

## Werke (Auswahl)
- On (Not) Reading Anne Frank. Essay. 2018
- The Safekeep. Simon & Schuster, 2024
  - De bewaring. Übersetzung ins Niederländische Fannah Palmer, Roos van de Wardt. Uitgeverij Chaos, 2024
  - In ihrem Haus. Übersetzung Stefanie Ochel. Berlin: Gutkind Verlag, 2025